# Alexandr Išlinskij
Aleksandr Yúlievich Išlinskij (en ruso: Алекса́ндр Ю́льевич Ишли́нский; Moscú 6 de agosto del 1913 - 7 de febrero del 2003) fue un mecánico y matemático soviético y ruso. Ejerció como profesor y miembro de la Academia de Ciencias de la URSS a partir de 1960 y participó en el programa espacial y de misiles intercontinentales.

## Reseña biográfica
Alexandr Išlinskij se licenció en la Facultad de Mecánica y Matemáticas de la Universidad Lomonosov en 1935. Entre 1947 a 1955, trabajó en Kiev como director del Instituto de Matemáticas de la Academia de Ciencias de la URSS. En 1955 regresó a Moscú para participar en el desarrollo soviético de misiles balísticos intercontinentales en tanto que experto en navegación inercial y navegación astronómica. También contribuiría a los campos de la teoría de la plasticidad y la teoría de la elasticidad.
El 24 de octubre de 1960, Išlinskij pudo haber muerto en el llamado desastre de Nedelin, puesto que se encontraba en la plataforma de lanzamiento del Cosmódromo de Baikonur, durante de la primera prueba de vuelo del misil balístico intercontinental R-16; al falla esta prueba, ocasionaría la muerte de muchos militares y técnicos presentes. Sin embargo, debido a problemas técnicos, el lanzamiento se retrasó e Išlinskij abandonó el lugar antes del accidente. 
Entre 1965 y 1990 fue director del Instituto de Problemas Mecánicos de la Academia de Ciencias de la URSS, que hoy lleva su nombre. Entre 1974 y 1984 sería también diputado del Soviet Supremo de la URSS. Dirigiría diversas publicaciones científicas.

## Distinciones
Sus contribuciones, en especial avances en el programa espacial soviético le valdrían numerosos reconocimientos. En 1960 sería elegido académico de las ciencias de la URSS sin llegar a tener que esperar como miembro correspondiente. Pertenecería también de la Academia de las Ciencias de la República Soviética de Ucrania (1960) y a la Academia de Ingeniería Rusa (1984). Fue presidente del Consejo de Sociedades Científicas y Técnicas. En el plano internacional, fue miembro de la Academia Internacional de Astronáutica y miembro honorario número 25 de la Academia Internacional de la Historia de la Ciencia.
- Héroe del Trabajo Socialista
- Premio Lenin
- Premio Estatal de la URSS
- Orden de Lenin (tres veces)
- Orden de la Bandera Roja del Trabajo (dos veces)

## Publicaciones
- Ишлинский А. Ю. Механика специальных гироскопических систем. Киев.Изд-во АН УССР, 1952, S. 432.
- Ишлинский А. Ю. Механика гироскопических систем М.Изд-во АН СССР, 1963, S. 482.
- Ишлинский А. Ю. Инерциальное управление баллистическими ракетами М.Наука, 1968, S. 142.
- Ишлинский А. Ю. Ориентация, гироскопы и инерциальная навигация М.Наука, 1976, S. 670.
- Ишлинский А. Ю., Борзов В. И., Степаненко Н. П. Лекции по теории гироскопов М.Изд-во Моск. ун-та, 1983, S. 248.
- Ишлинский А. Ю. Механика относительного движения и силы инерции М.Наука, 1981, S. 191.
- Ишлинский А. Ю. Механика: идеи, задачи, приложения М. Наука, 1985, S. 624.
- Ишлинский А. Ю. Классическая механика и силы инерции М. Наука, 1987, S. 320.
- Ишлинский А. Ю., Стороженко В. А., Темченко М. Е. Вращение твёрдого тела на струне и смежные задачи М.Наука, 1991, S. 330.
- Александров В. В, Воронин Л. И., Глазков Ю. Н, Ишлинский А. Ю., Садовничий В. А. Математические задачи имитации аэрокосмических полётов М. Изд-во Моск. ун-та, 1995, S. 160.
- Ишлинский А. Ю., Ивлев Д. Д. Математическая теория пластичности М.Физматлит, 2001, S. 704.